# Villefranche-d’Astarac
Villefranche-d’Astarac (vor 2023 Villefranche; gaskognisch Vilafranca d’Astarac) ist eine französische Gemeinde mit 168 Einwohnern (Stand 1. Januar 2022) im Département Gers in der Region Okzitanien. Sie gehört zum Arrondissement Auch und zum Kanton Val de Save.

## Geografie
Durch Villefranche-d’Astarac fließt die Gimone. Nachbargemeinden sind Betcave-Aguin im Nordwesten, Simorre im Norden, Tournan im Osten, Molas im Südosten, Gaujan im Süden und Meilhan im Westen.

## Bevölkerungsentwicklung
| Jahr      | 1962 | 1968 | 1975 | 1982 | 1990 | 1999 | 2008 | 2015 |
| --------- | ---- | ---- | ---- | ---- | ---- | ---- | ---- | ---- |
| Einwohner | 246  | 213  | 180  | 154  | 153  | 138  | 163  | 143  |